# Amar El Achab
Amar El Achab (en arabe : عمار العشاب) né le 31 juillet 1932 à la Casbah d’Alger en Algérie est un chanteur de musique chaâbi.

## Biographie

### Enfance
Amar El Achab est né le 31 juillet 1932 à Bir Djebbah, à Dar Sidi Amar à la casbah d'Alger. Il vient d'une famille traditionnelle, qui avait également une passion pour la musique. Il travaillait comme coursier dans une teinturerie de Belcourt, où il aimait fredonner des chansons. Il avait un ami poissonnier du nom de Mouloud Bahri, qui était également un chef d'orchestre réputé. Mouloud Bahri avait pris en sympathie Amar El Achab, car il avait été le premier à remarquer son talent musical exceptionnel.
La carrière du chanteur s'amorçait. Pendant un an, Amar joua de la derbouka, à l'occasion des fêtes et de mariages, acquérant les connaissances de son premier maître et les rudiments d'une technique nécessaire à l'exercice du métier auquel il se destinait. C’est durant cette année qu'il apprît ‘Alla R'Soul El-Hadi’ qui devait être suivie par ‘Moulat Et-tadj’. Dès lors, invité à son tour, il vole de ses propres ailes et s'améliore sans cesse au contact de cheikh Namous (Mohamed Rechidi) et Sid Ali Snitra qui lui dispensèrent leurs conseils. Il commençait à se faire un nom.
En 1952, l'artiste a été sollicité par la radio pour une émission en direct de trois quarts d'heure. Malgré son trac, il a choisi de chanter. Cette performance a été un tournant décisif dans sa carrière, qui s'est confirmé quinze jours plus tard lorsqu'il a été invité à se produire devant un public avec l'orchestre de Mustapha Skandrani (1920-2005). Lorsqu'il a interprété ‘Brahim El-Khalil’, il a pris conscience de sa propre valeur artistique et cela lui a ouvert de nouvelles perspectives pour la suite de sa carrière.
En 1953, Dounia, une maison d'édition, lui a enregistré une chanson intitulée "Mellah Ana Berkani" sur un disque 78 tours, dont il est l'auteur. Trois ans plus tard, Amar El Achab signe chez Pathé Marconi un titre intitulé "Ya Bélaredj", qu'il interprète sur le mode Hawzi. Ce titre connaît un grand succès, mais suscite également une controverse en raison de son contenu érotique sous-entendu dans le refrain. La chanson sera reprise avec autant de succès par la célèbre chanteuse Fadila Dziria avec laquelle Amar El Achab se lie d'amitié et pour laquelle il écrit de nombreux morceaux. Abdelhakim Garami (1929-1970) lui offrira également plusieurs chansons, dont "Bellah alik ya rayah kene rit ghzali", "Sghiyer ouana chibani" et "Mal hbib tal ghiyabou".
En 1966, Amar El Achab décide d'améliorer ses compétences musicales et de suivre des cours de solfège au Conservatoire. Il continue sa carrière en créant des chansons remarquables, qui se distinguent par leur texte direct reflétant les problèmes d'amour et de société. Les mélodies sont souvent blues sur le fond et dansantes sur la forme.
En 1966, Amar El Achab remporte le grand prix du jury du Festival national de la chanson algérienne avec sa chanson à succès "Nesthel Elkiya Ana Elli Bghit", composée par Mahboub Bati (1919-2000).
Amar El Achab laissent apparaître son penchant pour le verbe traditionnel, moraliste qui exprime le droit chemin à caractère religieux et social. Il énonce le bien et le mal de la société avec des mots, des mélodies et une interprétation tout à fait propre à lui, celle d’un homme sensible à l’extrême, lacéré par le courant de la vie. Amar El Achab a réalisé une trentaine d’enregistrements à la radio et autant à la télévision. Il compte aussi une soixantaine de disques tous supports confondus.
En 1976, Amar El Achab a décidé de s'installer définitivement à Paris. Chaque été, il retourne dans son pays pour animer les saisons de mariages.

## Hommage
- Le 13 juin 2016, un hommage lui a été rendu à la salle El Mougar à Alger-Centre[1].
- Le 18 mai 2019, un hommage lui a été rendu au TNA "Mahieddine Bachtarzi" à Alger[4].
- Le 11 mai 2021, un hommage lui a été rendu  à la salle Ibn-Zeydoun de l'Office Riadh El Feth à Alger[5].